# Eleccions generals andorranes de 1965
Les eleccions andorranes de 1965 es van celebrar el 12 i 22 de desembre de 1965 per renovar la meitat del Consell General i la meitat dels Consells de Comú de les 6 parròquies d'Andorra.

## Sistema electoral
Tenien dret a vot els homes amb més de 25 anys que disposessin de nacionalitat andorrana, així com els homes que estiguessin casats amb una dona andorrana i tinguessin com a mínim un fill major d'edat. Per poder-se presentar com a candidat, calia tenir 30 anys.
La legislació andorrana no va legalitzar els partits polítics fins a l'aprovació de la Constitució l'any 1993, així que tots els candidats eren independents de manera oficial. Tot i això estaven permeses les agrupacions polítiques.
A les eleccions al Consell General es renovaven la meitat dels escons (12 de 24). Cada parròquia formava una circumscripció i escollia 2 consellers, tret de la parròquia d'Andorra la Vella, on el quart d'Andorra i el quart de les Escaldes formaven circumscripcions separades, escollint un conseller cadascun. A les eleccions comunals es renovaven la meitat de càrrecs de consellers de cada parròquia, que eren escollits per a un període de 4 anys. El nombre de consellers de cada comú era variable. A Andorra la Vella el quart de Les Escaldes i el quart d'Andorra la Vella escollien els consellers de comú en circumscripcions diferents. També s'escollien els Comissionats del Poble, és a dir, els encarregats de fiscalitzar l'activitat econòmica de cada comú.
En totes dues eleccions s'utilitzava un sistema majoritari plurinominal amb segona volta, on cada votant podia votar a tants candidats com candidats s'haguessin d'escollir. Els candidats s'agrupaven en candidatures. Estava permès que un candidat formés part de més d'una candidatura al mateix temps. En algunes parròquies era permès repartir el vot, votant a candidats de llistes diferents. En d'altres, era requisit votar a candidats de tots els quarts de la parròquia per poder considerar el vot com a vàlid. Els vots nuls i blancs no eren considerats com a vàlids. Per poder ser escollit, calia haver rebut més de la meitat dels vots vàlids. En cas que després de l'elecció quedessin escons vacants, es realitzava una segona volta al cap d'una setmana.
Els consellers elegits van jurar el càrrec el dia 28 de desembre per poder prendre possessió del seu càrrec el dia 1 de gener de l'any següent, per a un període de 4 anys.
Els cònsols majors i menors de cada parròquia eren elegits pels consells de comú per a un període de 2 anys. El síndic general i el subsíndic eren escollits pel Consell General per a un període de 3 anys.

## Resultats

### Eleccions al Consell General
La participació va ser del 72,98% a la primera volta, variant entre el 58,2% d'Ordino i el 81,9% d'Andorra la Vella. A la primera volta es van escollir 11 dels 12 consellers. La segona volta es va efectuar el 22 de desembre per escollir el conseller de les Escaldes.

#### Total nacional
| Partit              | Primera volta | Primera volta | Primera volta | Segona volta | Segona volta | Segona volta | Escons totals |
| Partit              | Vots          | %             | Escons        | Vots         | %            | Escons       | Escons totals |
| ------------------- | ------------- | ------------- | ------------- | ------------ | ------------ | ------------ | ------------- |
| Independents        |               | 100           | 11            | 165          | 100          | 1            | 12            |
| Vots nuls           |               | –             | –             | 0            | –            | –            | –             |
| Total               | 771           | 100           | 11            | 165          | 100          | 1            | 12            |
| Cens/participació   | 1.016         | 75,9          | –             | 184          | 89,7         | –            | –             |
| Font: La Vanguardia |               |               |               |              |              |              |               |

#### Resultat per parròquia
| Parròquia           | Quart               | Candidat             | 1a volta | 1a volta | 2a volta | 2a volta |
| Parròquia           | Quart               | Candidat             | Vots     | Electe   | Vots     | Electe   |
| ------------------- | ------------------- | -------------------- | -------- | -------- | -------- | -------- |
| Canillo             | Canillo             | Benet Marquet        | 46       | 1        |          |          |
| Canillo             | Canillo             | Jaume Bonell         | 46       | 1        |          |          |
| Encamp              | Encamp              | Enric París          | 39       | 1        |          |          |
| Encamp              | Encamp              | Pere Torres          | 38       | 1        |          |          |
| Ordino              | Ordino              | Joan Vila            | 36       | 1        |          |          |
| Ordino              | Ordino              | Guillem Adelach      | 30       | 1        |          |          |
| La Massana          | La Massana          | Guillem Areny        | 61       | 1        |          |          |
| La Massana          | La Massana          | Ramon Armengol       | 44       | 1        |          |          |
| Andorra la Vella    | Andorra la Vella    | Eduard Rossell Pujol | 112      | 1        |          |          |
| Andorra la Vella    | Andorra la Vella    | Vilanova             | 68       |          |          |          |
| Andorra la Vella    | Les Escaldes        | Jaume Casals         | 74       |          | 85       | 1        |
| Andorra la Vella    | Les Escaldes        | Antoni Aristot       | 74       |          | 80       |          |
| Sant Julià de Lòria | Sant Julià de Lòria | Enric Pol            | 109      | 1        |          |          |
| Sant Julià de Lòria | Sant Julià de Lòria | Josep Mestres        | 73       | 1        |          |          |
| Font: La Vanguardia |                     |                      |          |          |          |          |

### Eleccions comunals
| Parròquia           | Quart               | Consellers de comú electes                                   | Comissionats del poble electes |
| ------------------- | ------------------- | ------------------------------------------------------------ | ------------------------------ |
| Canillo             | Canillo             | ?                                                            | ?                              |
| Encamp              | Encamp              | ?                                                            | ?                              |
| Ordino              | Ordino              | ?                                                            | ?                              |
| La Massana          | La Massana          | ?                                                            | ?                              |
| Andorra la Vella    | Andorra la Vella    | Eduard Molné Vicenç Montserrat Lluís Muntanya                | Càndid Riba                    |
| Andorra la Vella    | Les Escaldes        | Josep Torregardona Bonaventura Alell Josep Bagot             | ?                              |
| Sant Julià de Lòria | Sant Julià de Lòria | Lluís Call Pere Duró Ladislau Baró Julià Bordoll Josep Ribot | ?                              |
| Font: La Vanguardia |                     |                                                              |                                |